# Pontassieve
Pontassieve é uma comuna italiana da região da Toscana, província de Florença, com cerca de 20 707 habitantes. Estende-se por uma área de 114 km², tendo uma densidade populacional de 180 hab/km². Faz fronteira com Bagno a Ripoli, Borgo San Lorenzo, Dicomano, Fiesole, Pelago, Rignano sull'Arno, Rufina, Vicchio.

## Demografia
| Variação demográfica do município entre 1861 e 2011                               |
|                                                                                   |
| Fonte: Istituto Nazionale di Statistica (ISTAT) - Elaboração gráfica da Wikipedia |